# Nîjnii Mincenok, Stanîcino-Luhanske
Nîjnii Mincenok (în ucraineană Нижній Мінченок) este un sat în comuna Teple din raionul Stanîcino-Luhanske, regiunea Luhansk, Ucraina.

## Demografie
Componența lingvistică a localității Nîjnii Mincenok
     Rusă (89,03%)
     Ucraineană (10,97%)
Conform recensământului din 2001, majoritatea populației localității Nîjnii Mincenok era vorbitoare de rusă (89,03%), existând în minoritate și vorbitori de ucraineană (10,97%).